# Daniel Darc

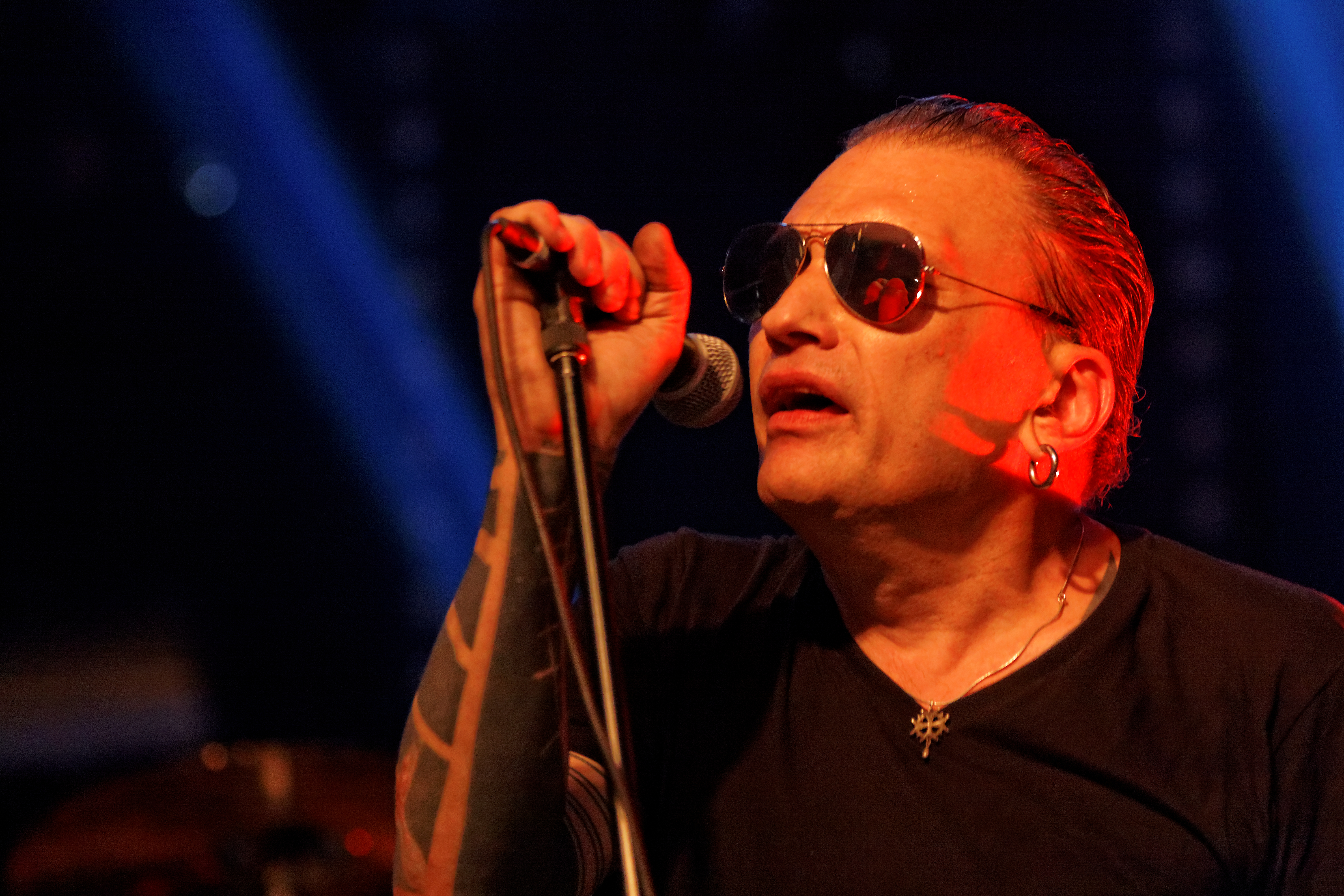
Daniel Darc, 2012

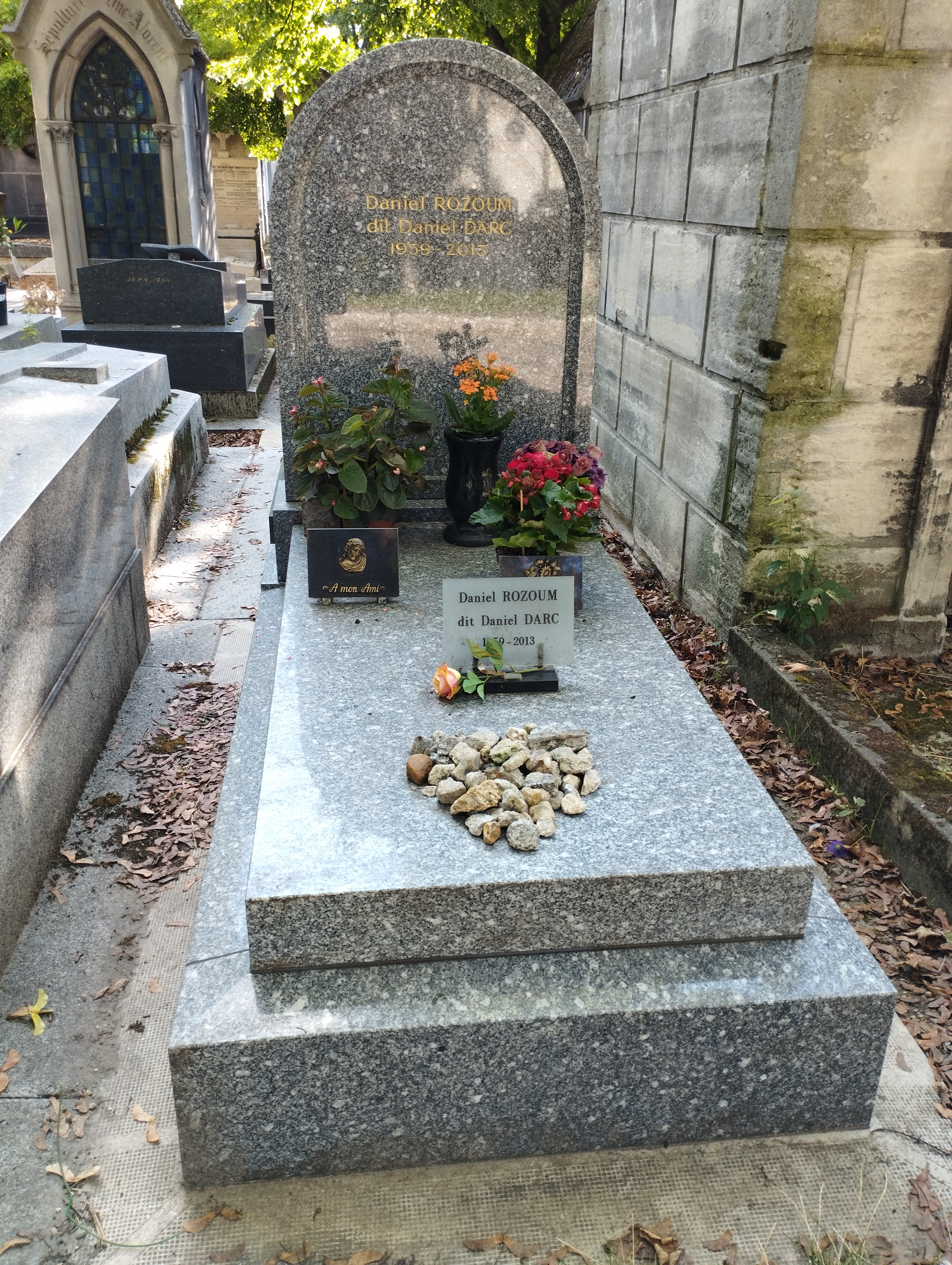
Grabstätte auf dem Friedhof Montmartre

Daniel Darc, eigentlich Daniel Simon Rozoum (* 20. Mai 1959 in Paris; † 28. Februar 2013 ebenda), war ein französischer Sänger ukrainisch-litauischer Herkunft. Er war von 1978 bis 1986 Sänger der New-Wave-Band Taxi Girl und später als Solokünstler erfolgreich.

## Familie
Daniel Darcs Großeltern Razoumoff emigrierten nach der Russischen Revolution 1917 nach Frankreich, wo sie ihren Nachnamen zu Razoum verkürzten. Abraham Razoum (1923–1987), der Vater, arbeitete als Pelzschneider in Paris. Während des Zweiten Weltkriegs versteckte er sich mit gefälschten Papieren. Eine Großmutter, Ita Beila Margolin, wurde 1942 verhaftet und in Auschwitz ermordet.
Der Gitarrist, Komponist und Produzent Hervé Rozoum ist sein Cousin.

## Leben
Daniel Rozoum besuchte das Lycée Balzac in Paris. 1978 wurde er Sänger der von Mirwais Ahmadzaï (Gitarre), Laurent Sinclair (Keyboard), Stéphane Erard (Bass) und Pierre Wolfsohn (Schlagzeug) gegründeten Gruppe Taxi Girl, die mit der Single Cherchez le garçon 1980 einen ersten Erfolg hatte. Mit Seppuku erschien 1981 das einzige Album der Gruppe. Produziert wurde es von Jean-Jacques Burnel, dem Bassisten der Stranglers. Nachdem Taxi Girl schon vor der Veröffentlichung von Seppuku durch das Ausscheiden von Stéphane Erard und den Tod von Pierre Wolfsohn, der im Alter von 21 Jahren an einer Überdosis starb, zum Trio zusammengeschrumpft war, trennte sich 1983 auch Laurent Sinclair. Daniel Darc und Mitwais brachten zu zweit 1983 das Minialbum Quelqu'un comme toi heraus.
1986 lösten sich Taxi Girl endgültig auf. Seither arbeitete Daniel Darc an seiner Solokarriere. 1987 erschien das erste Soloalbum Sous influence divine, auf dem unter anderem eine Coverversion von Françoise Hardys Hit Comment te dire adieu enthalten ist. Das Album Nijinski, das 1994 bei dem unabhängigen Label Bondage Records erschien, hatte ebenso wie die begleitende Tour keinen allzu großen kommerziellen Erfolg. Drogenprobleme und ein Gefängnisaufenthalt unterbrachen die Karriere. 2004 folgte in Zusammenarbeit mit dem Komponisten und Produzenten Fréderic Lo das Album Crève cœur, 2008 Amours suprêmes. 2011 erschien als letztes Album zu seinen Lebzeiten La Taille de mon âme. Bislang unveröffentlichtes Material wurde 2013 postum unter dem Titel  Chapelle Sixteen herausgebracht.

## Tod
Daniel Darc wurde am 28. Februar 2013 von seinem Produzenten leblos in seiner Wohnung im 11. Arrondissement aufgefunden. Vermutlich starb er an einem Lungenödem nach der Einnahme einer Mischung von Alkohol und Medikamenten. Seine letzte Ruhestätte fand er auf dem Friedhof Montmartre in Paris (30. Division, 1. Reihe).